# Paul Annacone
Paul Annacone est un joueur et entraîneur de tennis américain, né le 20 mars 1963 à Southampton (État de New York).
Comme entraîneur, il a notamment collaboré avec Pete Sampras (de 1996 à 2002), Tim Henman (de 2003 à 2007), l'équipe de Grande-Bretagne de Coupe Davis (de 2008 à 2010) et Roger Federer (de 2010 à 2013).

## Parcours dans les tournois duGrand Chelem

### En simple
| Année | Open d'Australie | Open d'Australie | Internationaux de France | Internationaux de France | Wimbledon       | Wimbledon  | US Open         | US Open       | Open d'Australie | Open d'Australie |
| ----- | ---------------- | ---------------- | ------------------------ | ------------------------ | --------------- | ---------- | --------------- | ------------- | ---------------- | ---------------- |
| 1984  | n.o.             | n.o.             | —                        | —                        | 1/4 de finale   | J. Connors | 1er tour (1/64) | R. Krishnan   | 2e tour (1/32)   | A. Maurer        |
| 1985  | n.o.             | n.o.             | 1er tour (1/64)          | F. Segarceanu            | 2e tour (1/32)  | J. Nyström | 3e tour (1/16)  | M. Wilander   | 3e tour (1/16)   | T. Wilkison      |
| 1986  | n.o.             | n.o.             | —                        | —                        | 2e tour (1/32)  | S. Edberg  | 2e tour (1/32)  | A. Krickstein | n.o.             | n.o.             |
| 1987  | 1/8 de finale    | P. Cash          | 2e tour (1/32)           | M. Wilander              | 3e tour (1/16)  | G. Forget  | 1er tour (1/64) | R. Krishnan   | n.o.             | n.o.             |
| 1988  | 1er tour (1/64)  | J. Potier        | 3e tour (1/16)           | R. Agenor                | 1/8 de finale   | Bo. Becker | 2e tour (1/32)  | J. Frawley    | n.o.             | n.o.             |
| 1989  | —                | —                | —                        | —                        | 1er tour (1/64) | D. Pate    | 1er tour (1/64) | K. Flach      | n.o.             | n.o.             |
| 1990  | 2e tour (1/32)   | J. Sánchez       | —                        | —                        | 2e tour (1/32)  | D. Wheaton | 3e tour (1/16)  | D. Wheaton    | n.o.             | n.o.             |

N.B. : à droite du résultat se trouve le nom de l'ultime adversaire.

### En double
| Année | Open d'Australie           | Open d'Australie    | Internationaux de France    | Internationaux de France | Wimbledon                    | Wimbledon           | US Open                    | US Open              | Open d'Australie      | Open d'Australie     |
| ----- | -------------------------- | ------------------- | --------------------------- | ------------------------ | ---------------------------- | ------------------- | -------------------------- | -------------------- | --------------------- | -------------------- |
| 1984  | n.o.                       | n.o.                | —                           | —                        | 2e tour (1/16) De Palmer     | P. Doohan Fancutt   | 2e tour (1/16) J. Arias    | J. Lloyd Stockton    | —                     | —                    |
| 1985  | n.o.                       | n.o.                | 1/4 de finale van Rensburg  | S. Edberg A. Järryd      | 1/4 de finale van Rensburg   | Günthardt Taróczy   | 1/8 de finale van Rensburg | Kohlberg Van't Hof   | Victoire van Rensburg | Edmondson K. Warwick |
| 1986  | n.o.                       | n.o.                | —                           | —                        | 1/2 finale van Rensburg      | Nyström Wilander    | 1/8 de finale van Rensburg | Edmondson S. Stewart | n.o.                  | n.o.                 |
| 1987  | 1/2 finale van Rensburg    | S. Edberg A. Järryd | 2e tour (1/16) van Rensburg | S. Birner J. Navrátil    | 1/4 de finale van Rensburg   | S. Casal Sánchez    | 1/4 de finale De Palmer    | K. Flach R. Seguso   | n.o.                  | n.o.                 |
| 1988  | 1/8 de finale van Rensburg | Svensson Tideman    | 1/8 de finale B. Drewett    | R. Leach J. Pugh         | 2e tour (1/16) van Rensburg  | J. Lloyd S. Shaw    | 1/4 de finale P. McEnroe   | S. Casal Sánchez     | n.o.                  | n.o.                 |
| 1989  | —                          | —                   | —                           | —                        | 1er tour (1/32) van Rensburg | Botfield J. Turner  | 1/2 finale van Rensburg    | J. McEnroe Woodforde | n.o.                  | n.o.                 |
| 1990  | 1/8 de finale Fitzgerald   | Connell Michibata   | —                           | —                        | 1er tour (1/32) van Rensburg | S. Davis D. Pate    | Finale D. Wheaton          | P. Aldrich D. Visser | n.o.                  | n.o.                 |
| 1991  | —                          | —                   | 1er tour (1/32) N. Pereira  | Boetsch Champion         | 1/4 de finale K. Evernden    | J. Frana L. Lavalle | 2e tour (1/16) K. Jones    | Fitzgerald A. Järryd | n.o.                  | n.o.                 |
| 1992  | 1er tour (1/32) J. Pugh    | L. Jensen L. Warder | —                           | —                        | 1er tour (1/32) R. Seguso    | Galbraith J. Palmer | 1er tour (1/32) M. Lucena  | N. Broad S. Kruger   | n.o.                  | n.o.                 |
| 1993  | —                          | —                   | —                           | —                        | 1er tour (1/32) K. Jones     | P. Kühnen G. Muller | 2e tour (1/16) Wheaton     | Woodbridge Woodforde | n.o.                  | n.o.                 |
| 1994  | 1er tour (1/32) D. Flach   | D. Adams Olhovskiy  | 1/8 de finale D. Flach      | J. Eltingh Haarhuis      | 2e tour (1/16) D. Flach      | Barnard Haygarth    | 1/8 de finale S. Cannon    | D. Adams Olhovskiy   | n.o.                  | n.o.                 |
| 1995  | 2e tour (1/16) T. Ho       | P. Korda McEnroe    | —                           | —                        | —                            | —                   | —                          | —                    | n.o.                  | n.o.                 |

N.B. : le nom du ou de la partenaire se trouve sous le résultat ; le nom des ultimes adversaires se trouve à droite.